# Коннорс, Том
Чарльз Томас (Том) Коннорс, наиболее широко известный как Топающий Том Коннорс (англ. Charles Thomas "Stompin’ Tom" Connors) — канадский автор-исполнитель, работавший в жанре кантри. Автор более 500 песен (в том числе «The Hockey Song», включенной в списки Зала славы авторов песен Канады), выпустил свыше 40 альбомов (включая золотые и платиновые), разошедшихся суммарным тиражом более 4 млн экземпляров. Многократный лауреат премии «Джуно» в жанре кантри (вернул все награды в 1978 году, в 1993 году также отклонив включение в списки Канадского зала славы музыки кантри), лауреат Премии генерал-губернатора в области исполнительских искусств (2000), обладатель звезды на Аллее славы Канады (2017). Офицер ордена Канады (1996).

## Биография
Родился в 1936 году в Сент-Джоне (Нью-Брансуик), мать — незамужняя девушка-подросток. В детстве скитался с матерью по стране, прося милостыню, и несколько раз побывал с ней в тюрьме. Сменил несколько приютов и приёмную семью, из которой сбежал из-за жестокого отношения хозяйки дома, и в конечном итоге вырос в еще одной приёмной семье в деревне Скиннерс-Понд (Остров Принца Эдуарда).
На развитие Коннорса как автора в жанре кантри повлияли такие исполнители, как Уилф Картер и Хэнк Сноу. Первую песню, «Reversing Falls Darling», написал в 11 лет. С 15 лет начал играть на гитаре; в это же время ушел из приемной семьи и в течение 13 лет путешествовал по Канаде, берясь за случайные работы и несколько раз побывав в тюрьме за бродяжничество. В 1964 году начал выступать как певец в гостинице «Мэйпл Лиф» в Тимминсе (Онтарио). Первоначально исполнял песни за кружку пива, но позже начал получать постоянные гонорары (35 долларов в неделю к концу 14-месячного периода). В это время неотъемлемой частью исполнительского стиля певца стало притопывание ногой, которое помогало ему контролировать ритм песен в условиях постоянного шума в зале и которое позже стало основой для его прозвища (Коннорса впервые представили публике как «Топающего Тома» в Питерборо (Онтарио) в июле 1967 года). Наряду с пением в пабах и ресторанах выступал также на местном радио.
В 1965 году выпустил первый сингл «Carolyne». Некоторое время записывался на лейбле Rebel, одновременно гастролируя по Северному Онтарио. В 1969 году перебрался в Торонто и начал сотрудничество с лейблом Dominion; первый сингл, вышедший на этом лейбле, «Bud the Spud», вошел в топ-30 канадского чарта песен кантри. В следующие два года синглы «Big Joe Mufferaw» и «Ketchup Song» уже достигли в этом чарте первой позиции, а «Luke’s Guitar» — второй. В 1971 году Коннорс основал собственную фирму звукозаписи Boot Records, в первые же годы существования выпустившую синглы «The Bridge Came Tumbling Down» и «Moon-Man Newfie», занявшие в национальном чарте кантри соответственно 2-е и 1-е места. За 1970-е годы на этом лейбле вышли 12 альбомов и 6 сборников Коннорса, в том числе две коллекции из 5 дисков — Stompin' Tom Sings 60 Old Time Favourites (1972) и Stompin' Tom Sings 60 More Old Time Favourites (1976).
Несмотря на успех у слушателей, ведущие радиостанции вначале не включали песни Коннорса в ротацию, а продажи альбомов оставались небольшими (так, диск Bud the Spud and Other Favourites, выпущенный в 1969 году, получил золотой сертификат почти через 30 лет). Его признание оставалось в основном профессиональным и ограниченным узким кругом поклонников жанра, но в этом жанре его репутация была очень высокой, что выразилось в получении нескольких подряд премий «Джуно» лучшему исполнителю музыки кантри с начала 1970-х годов. Его свадьба с Леной Уэлш 2 ноября 1973 года транслировалась в прямом эфире в телепередаче CBC Elwood Glover’s Luncheon Date.
В 1974 году Коннорс начал вести собственную программу Stompin' Tom’s Canada на CBC. Начиная с этого времени он зарекомендовал себя как бескомпромиссный сторонник канадской тематики в музыке кантри. Его приверженность Канаде и отказ от популярных в США тем резко выделяли его среди прочих канадских исполнителей кантри, которые предпринимали значительные усилия, чтобы завоевать популярность к югу от границы; Коннорс, в отличие от них, ни разу за карьеру не выезжал из страны. В 1978 году, разочаровавшись в ориентации канадского музыкального сообщества на США, Коннорс объявил бойкот канадской музыкальной индустрии, вернул полученные ранее премии «Джуно» и перестал появляться на радио и телевидении и давать концерты. Этот бойкот, изначально задумывавшийся как годичный, растянулся на 10 лет, несмотря на просьбы о возвращении со стороны коллег.
В 1986 году в канадской прессе началась кампания за возвращение Топающего Тома, инициатором которой стал фронтмен канадской рок-группы Rheostatics Дейв Бидини. Она также пробудила угасший к этому времени интерес к творчеству Коннорса у компаний звукозаписи. В 1988 году вышел первый после перерыва альбом Коннорса Fiddle and Song, на котором исполнитель демонстрировал освоенную за время отсутствия на эстраде технику игры на скрипке. В 1990 году Коннорс предпринял турне по 70 городам Канады. Два из концертов этого турне прошли в престижном Мэсси-Холле (Торонто). Одновременно вышел сборник лучших хитов A Proud Canadian, который стал первым по времени альбомом Топающего Тома, получившим золотой, а затем и платиновый статус. Позже платиновым стал еще один сборник, 25 of the Best Stompin' Tom Souvenirs, выпущенный в 1998 году. Многие из ранних дисков Коннорса были вторично выпущены на лейбле Capitol Records.
В 1992 году композиция Коннорса «The Hockey Song» прозвучала на игре клуба НХЛ «Оттава Сенаторз» и быстро приобрела статус неофициального гимна НХЛ. Он продолжал писать песни, посвященные канадским темам, некоторые из них («Confederation Bridge», «The Blue Berets» and «Believe in Your Country») были приурочены к важным событиям в истории страны. В 1995 и 2000 году вышли два тома мемуаров Коннорса: Stompin' Tom: Before the Fame и The Legend Continues: Stompin' Tom and the Connors Tone. В 2005 году CBC, в это время уреза́вшая объем музыкальных передач, отказалась транслировать фильм-концерт, снятый Коннорсом на собственные деньги. Вместо этого фильм прошел на конкурирующем канале CTV; DVD с этим фильмом в дальнейшем разошелся тиражом 20 тысяч экземпляров. Последний альбом исполнителя Stompin' Tom and The Roads of Life вышел в 2012 году.
Коннорс умер в марте следующего года в возрасте 77 лет, оставив после себя жену, двух сыновей и двух дочерей. Причиной смерти стала почечная недостаточность. В общей сложности за карьеру Коннорс написал более 500 песен и выпустил свыше 40 альбомов, проданных суммарным тиражом, превышавшим 4 миллиона копий.

## Награды и звания

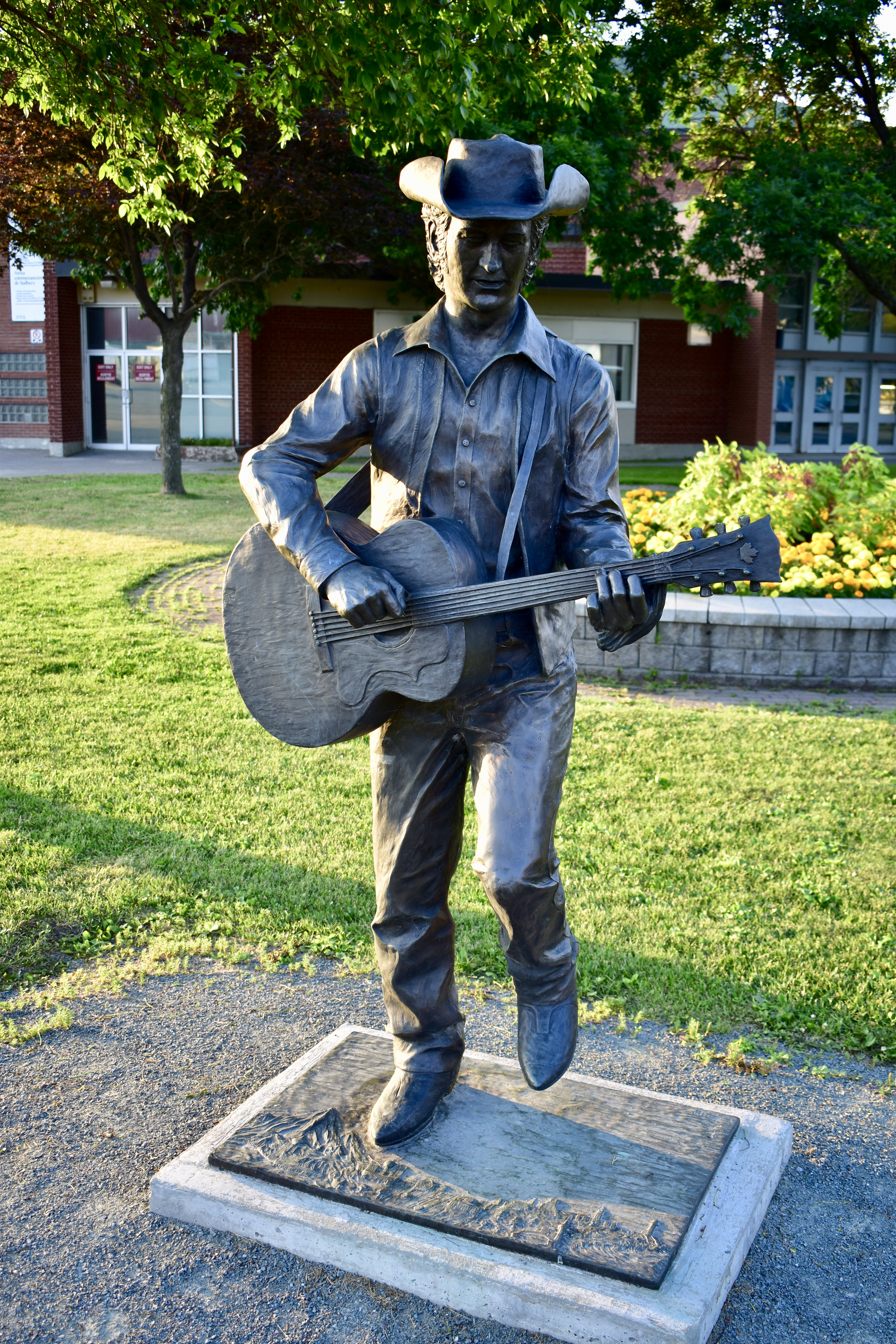
Памятник Топающему Тому Коннорсу в Садбери (Онтарио)

- 1971—1975 — премия «Джуно» в номинации «Мужчина-певец кантри года»[1]
- 1974 — премия «Джуно» в номинации «Альбом года в жанре кантри» (To It and At It)[1]
- 1993 — Канадский зал славы музыки кантри (отказался от награды)[1]
- 1993 — почетный докторат Университета Святого Фомы[1]
- 1996 — офицер ордена Канады[5]
- 2000 — Премия генерал-губернатора в области исполнительских искусств[6]
- 2000 — почетный докторат Торонтского университета[1]
- 2002 — почетный докторат Университета Острова Принца Эдуарда[1]
- 2009 — премия SOCAN за достижения карьеры[1]
- 2009 — увековечен на марке почты Канады[7]
- 2017 — звезда на Аллее славы Канады[4]
- 2018 — песня «The Hockey Song» включена в списки Зала славы авторов песен Канады[8]
- В Скиннерс-Понде, где будущий музыкант провел часть детства, одна из улиц носит название Стомпин-Том-Роуд[1]